# Formica archboldi
Formica archboldi är en myrart som beskrevs av Smith 1944. Formica archboldi ingår i släktet Formica och familjen myror. Inga underarter finns listade i Catalogue of Life.

## Bildgalleri

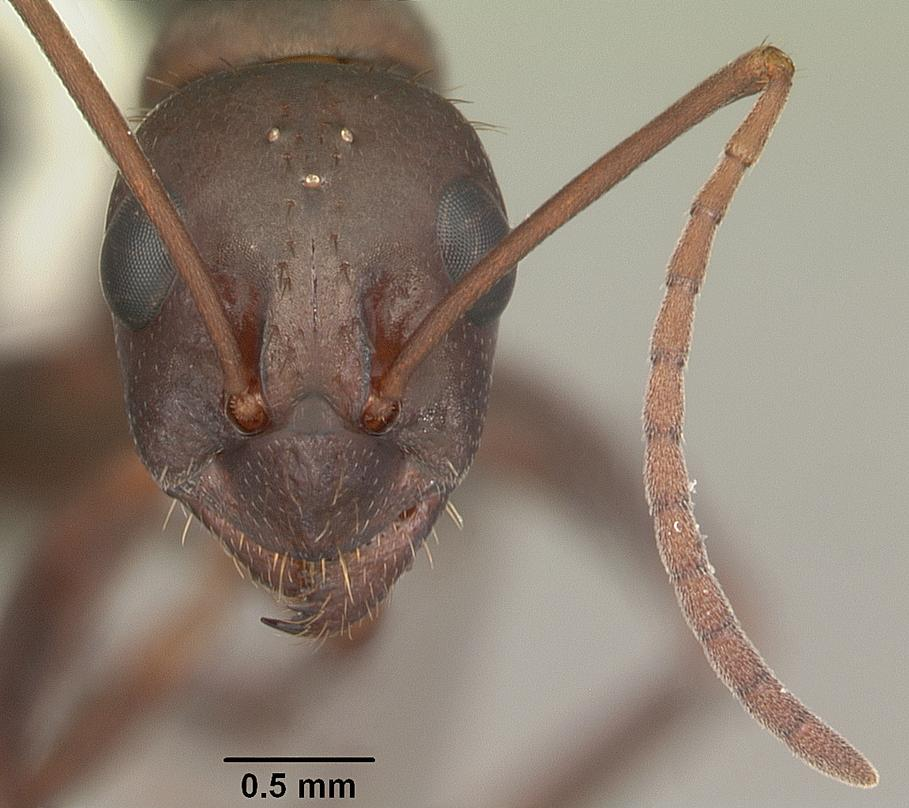
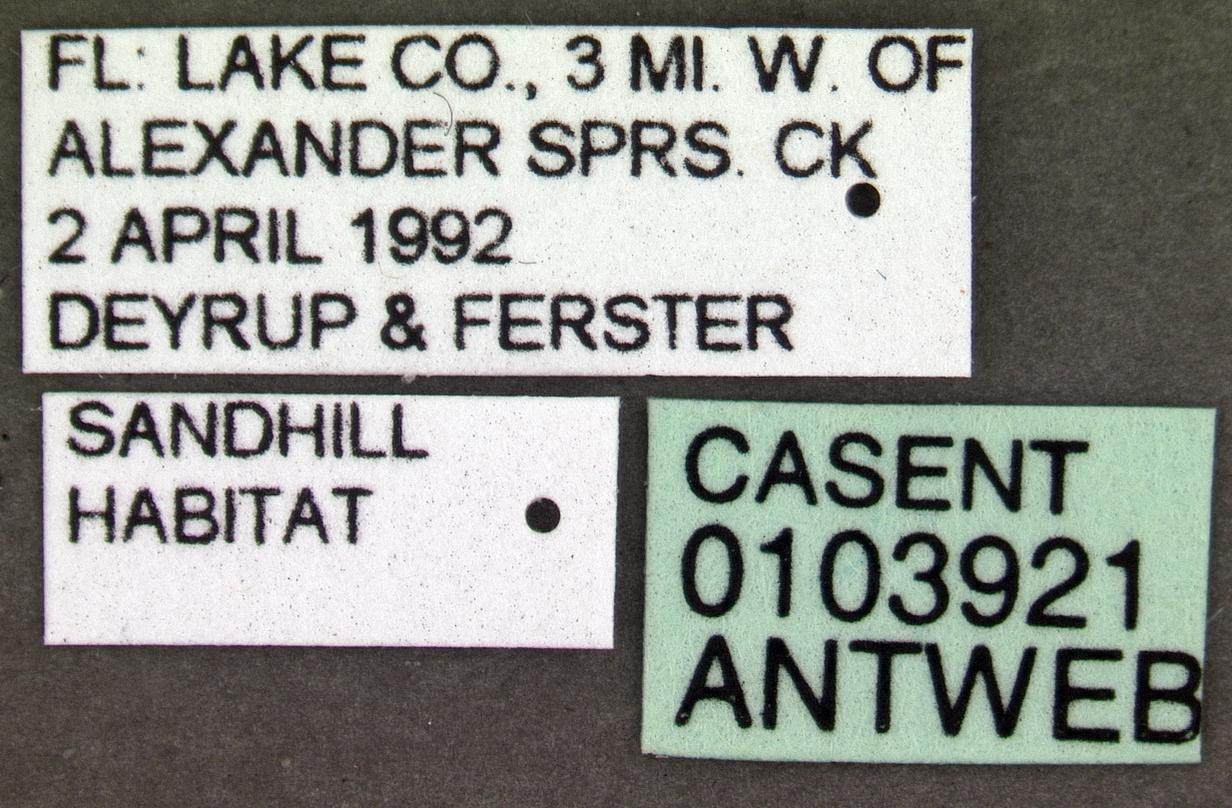
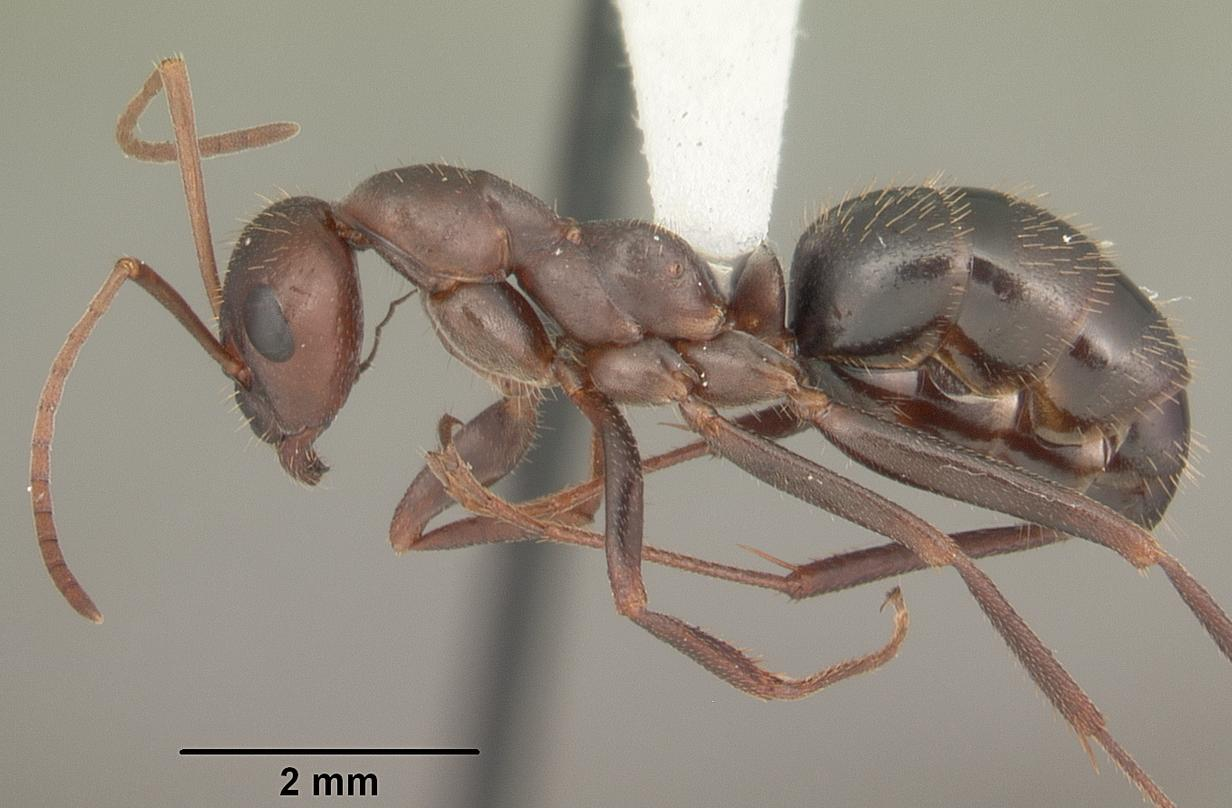
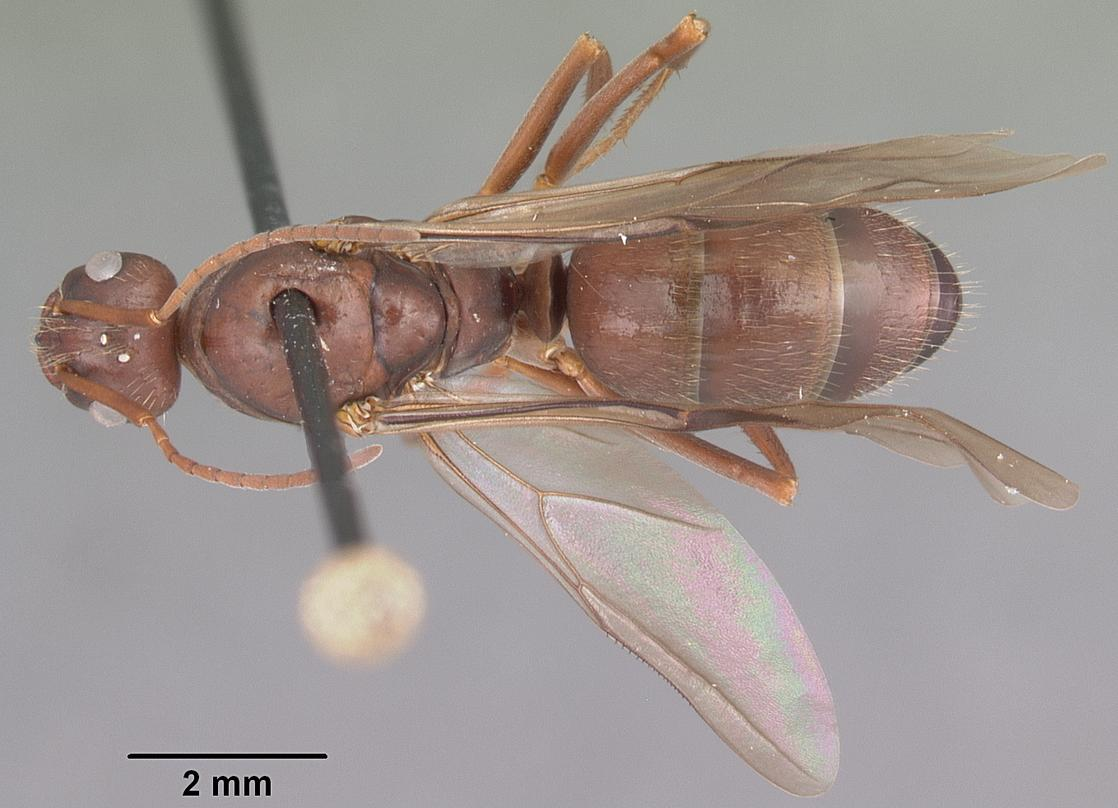
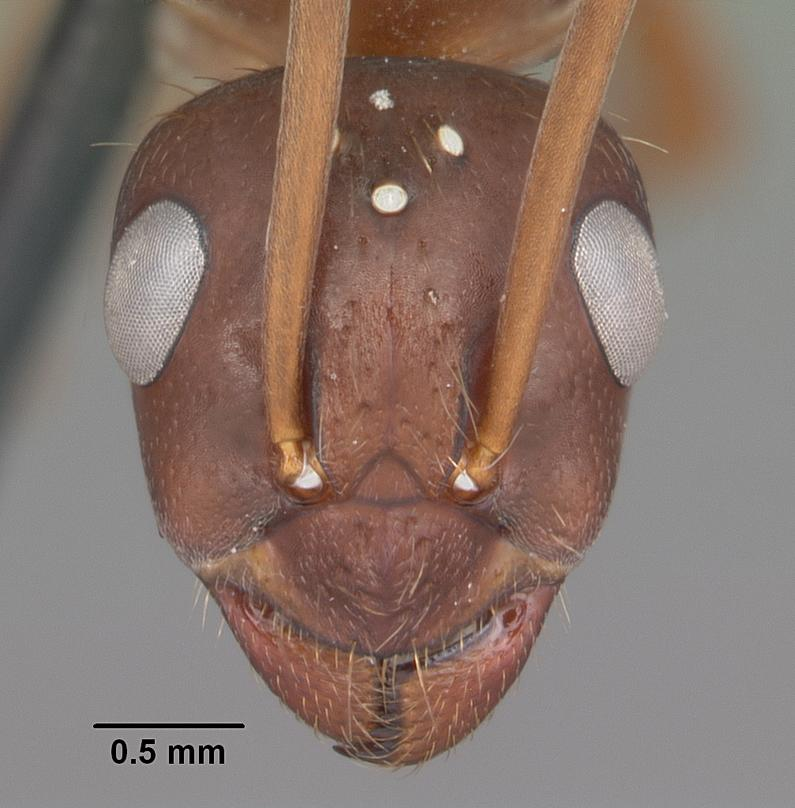
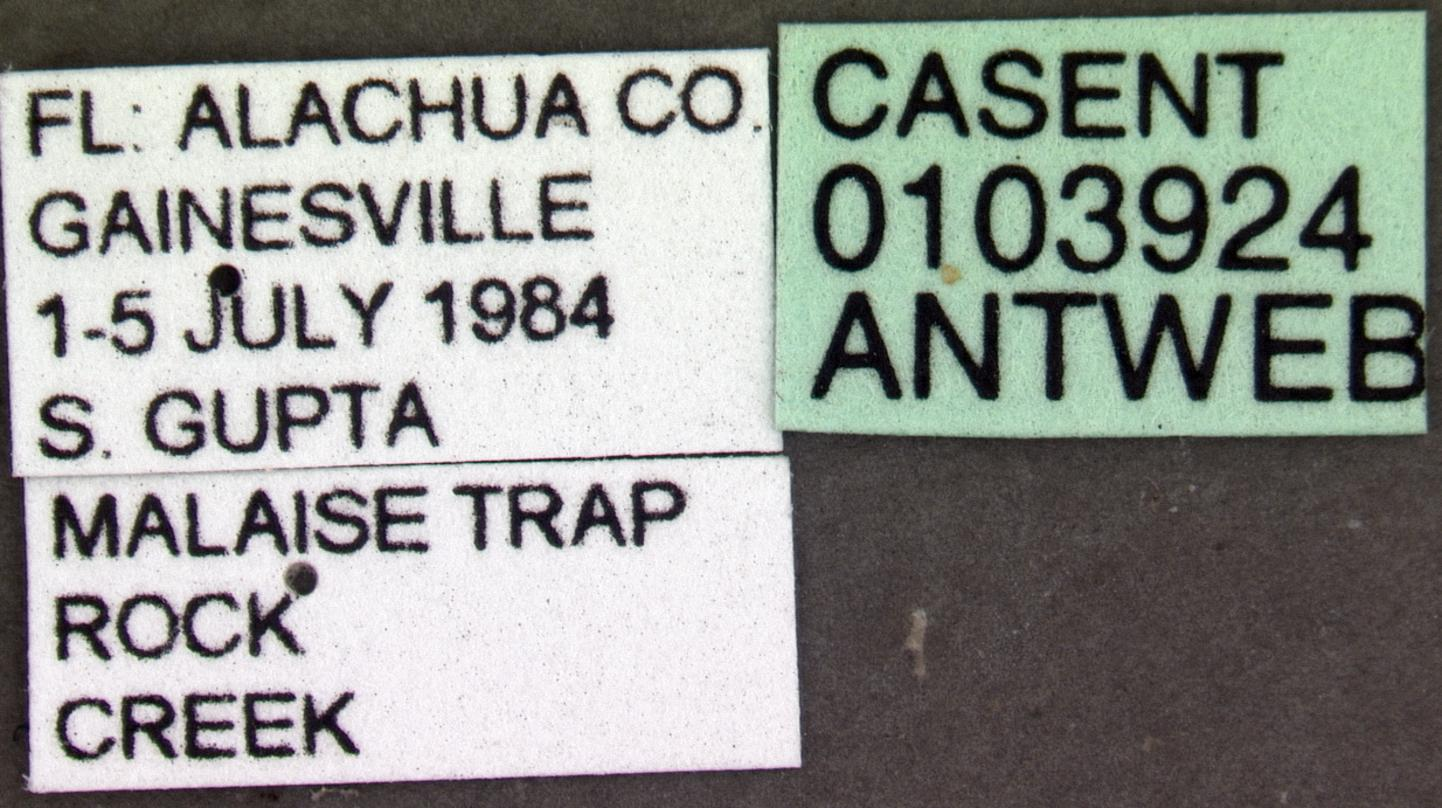